# Patriciu Achimaș-Cadariu
Patriciu Andrei Achimaș-Cadariu (n. 14 februarie 1976, Cluj-Napoca, România) este un medic român, specializat în obstetrică-ginecologie, fost ministru al sănătății în guvernul Dacian Cioloș. Este conferențiar universitar la Universitatea de Medicină și Farmacie „Iuliu Hațieganu” și doctor în științe medicale. Din februarie 2012 până la data confirmării ca ministru, a fost managerul Institutul Oncologic „Prof.Dr. Ion Chiricuță” din Cluj-Napoca.

## Guvernare
Perioada în care a fost ministru al sănătății a fost una deosebit de dificilă. O epidemie de sindrom hemolitic-uremic izbucnită în februarie 2016 a cauzat moartea mai multor copii, în special din zona județului Argeș alții fiind internați pentru câteva săptămâni la terapie intensivă. Cauza probabilă a acestei epidemii a fost infectarea cu Escherichia coli în urma unor produse lactate contaminate. Ultimul pacient a fost externat în luna aprilie 2016.
În paralel, sistemul sanitar administrat de Cadariu a încercat să răspundă la urmările incendiului din clubul Colectiv. Mai mulți răniți au fost transferați în spitale din alte țări europene și din Israel, în baza unor recomandări din partea medicilor specialiști. În final ministrul a constatat că rata de supraviețuire în acest caz a fost una apropiată de media la nivel european. Un aspect care a ieșit la iveală în urma incendiului a fost capacitatea redusă a spitalelor din București de a trata marii arși. Spitalul de Urgență Floreasca, de exemplu, nu avea încă secția de arși funcțională, deși se investiseră 9 milioane de euro în echiparea ei. În aprilie 2016, după ce administrația spitalului a anunțat într-un eveniment de presă că secția de arși este deschisă, ministrul Cadariu a venit la spital într-o inspecție și, constatând că în realitate nici în acest moment echipamentele nu erau funcționale, l-a demis pe directorul spitalului.
O investigație jurnalistică realizată de Gazeta Sporturilor a relevat în primăvara lui 2016 că mai mulți dintre cei care au murit în spitale după incendiul din Colectiv au murit din cauza infecțiilor nosocomiale și că acestea au fost cauzate de diluarea dezinfectanților folosiți în spitale, indicând drept principal vinovat furnizorul Hexi Pharma. Ministrul a ordonat verificări privind compoziția acestora, și a anunțat după o săptămână că 4,25% din 3500 de probe recoltate au fost neconforme. Parchetul General a declanșat o anchetă penală, începând audierile cu patronul firmei Hexi Pharma. Deși cifrele avansate de Cadariu privind incidența probelor neconforme păreau la o primă vedere mici, presa a arătat că numărul spitalelor în care s-au găsit asemenea probe este foarte mare, procentul lor fiind de 20%, și că printre ele se numără multe spitale de elită. Criticat pentru că a evitat să ofere această informație, Cadariu s-a apărat afirmând că acel rezultat este clasificat în contextul anchetei penale, dar Parchetul a infirmat.
După intervenția primului ministru, Cadariu a acuzat probleme de abordare și a demisionat.

## Legături externe
- O treime din cancere pot fi evitate dacă alegem un regim de viață sănătos[nefuncțională – arhivă]
- Să fii om cu cei din jurul tău. Medicina în lumea reală cu Dr. Patriciu Achimaș-Cadariu Arhivat în 28 septembrie 2018, la Wayback Machine.
- Patriciu Achimaș: „Planul comprehensiv de cancer, soluția pentru controlul cancerului în România”[nefuncțională – arhivă]